# 日本青少年育成学会
日本青少年育成学会（にほんせいしょうねんいくせいがっかい）は、2000年から2009年まで存在した日本の学会。社団法人青少年育成国民会議内に学会事務局が設けられ、約500人の会員を擁したが，小泉政権下のNPO公益法人制度改革の流れの中で青少年育成国民会議の財政難が深刻化。青少年育成国民会議の破産整理と共に学会運営が困難となり解散に至った。